# Avenue de Lyon
L'avenue de Lyon (en occitan : avenguda de Lion) est une voie publique de Toulouse, chef-lieu de la région Occitanie, dans le Midi de la France. Elle traverse le quartier Bonnefoy, dans le secteur 4 - Est.

## Situation et accès

### Description
L'avenue de Lyon est une voie publique située dans Toulouse. Elle correspond à l'ancienne route nationale 88, de Toulouse à Lyon par Albi, Rodez et Le Puy-en-Velay. En 2006, à la suite de la mise en service de l'autoroute A68 entre Toulouse et Albi, elle est déclassée et devient la route départementale 188 qui va de Toulouse à L'Union – elle est prolongée, au-delà, par la route départementale 888, jusqu'à Buzet-sur-Tarn, au lieu-dit Falgayras. Depuis 2017, date à laquelle la partie de la route située sur le territoire de Toulouse Métropole a été déclassée et transférée à la métropole, elle est devenue la route métropolitaine 188.
L'avenue de Lyon naît au carrefour du boulevard des Minimes et du boulevard Pierre-Semard, qui longent le canal du Midi, dans l'axe du pont Matabiau et dans le prolongement de la rue du même nom. Longue de seulement 240 mètres, elle est orientée au nord-est. Elle présente un visage caractéristique des faubourgs toulousains. Elle reçoit à gauche, peu avant l'entrée de la gare de Raynal, la rue du Maroc. Elle se termine sous le pont de Raynal, qui porte les voies de la ligne de chemin de fer, pour être prolongée par la rue du Faubourg-Bonnefoy et, au-delà, par la route d'Albi.

### Voies rencontrées
L'avenue de Lyon rencontre les voies suivantes, dans l'ordre des numéros croissants (« g » indique que la rue se situe à gauche, « d » à droite) :
1. Boulevard des Minimes (g)
2. Boulevard Pierre-Semard (d)
3. Rue René-Tastayre (d)
4. Rue du Maroc (g)
5. Rue du Faubourg-Bonnefoy

### Transports
L'avenue de Lyon est parcourue et desservie sur toute sa longueur par les bus de la ligne Linéo L9 et de la ligne 39. Au carrefour du boulevard Pierre-Semard et du boulevard Matabiau se trouvent également les arrêts des lignes 1527. La station de métro la plus proche est la station Marengo – SNCF, sur la ligne . De plus, la station Bonnefoy de la ligne  du métro devrait être implantée d'ici 2028 au cœur du quartier Bonnefoy, au carrefour de la rue du Faubourg-Bonnefoy et de la rue Albert-Sorel. 
La rue du Faubourg-Bonnefoy est également équipée de plusieurs stations de vélos en libre-service VélôToulouse : du sud au nord, ce sont les stations no 94 (76 boulevard Pierre-Semard), no 104 (2 chemin du Raisin) et no 126 (18 rue du Faubourg-Bonnefoy). Cette dernière, située sur les pentes de la butte du Calvinet, est depuis 2017 considérée comme une station Bonus, qui permet de cumuler du temps supplémentaire pour les abonnés qui y ramènent leur vélo.

## Odonymie
Au Moyen Âge et durant la période moderne, l'avenue de Lyon était une partie du grand chemin d'Albi et de l'Albigeois et était désigné comme tel (cami d'Albi ou d'Albigés en occitan). En 1806, la rue devint la route de Lyon, puisqu'elle était une partie de la route impériale no 106, devenue route nationale no 88, de Toulouse à Lyon, nom qu'elle a conservé.

## Histoire

### Époque contemporaine

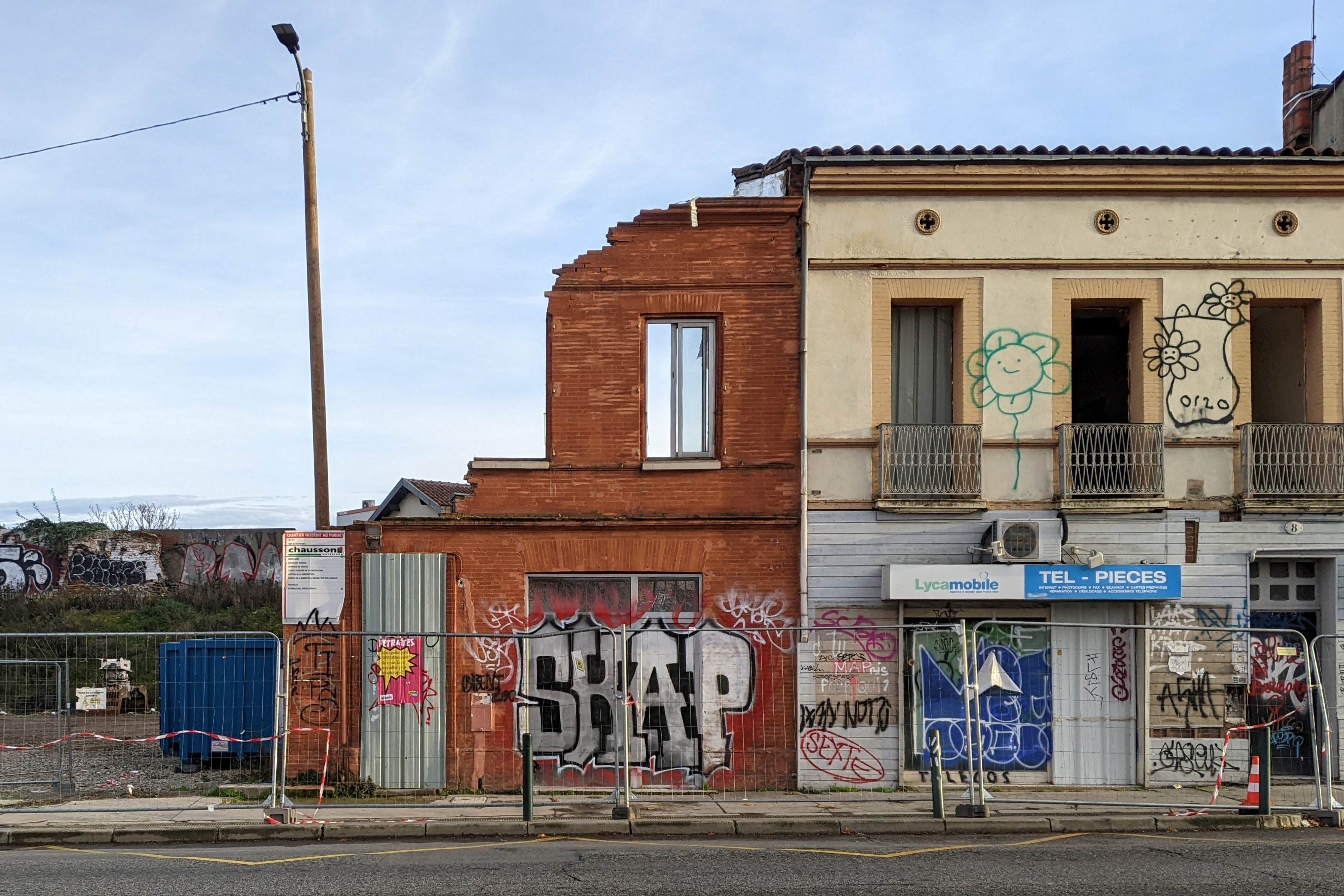
no 10 et 8 : immeubles en cours de démolition.

L'avenue s'urbanise progressivement au cours du XIXe siècle. L'aménagement de la ligne de chemin de fer de Bordeaux et la construction de la première gare de Matabiau (actuel no 64 boulevard Pierre-Semard) en 1854, puis de la gare de Raynal (actuel no 37 avenue de Lyon) en 1885 accélèrent ce mouvement. En 1913 est aménagée la gare de Pont-Matabiau, tête de la ligne de Villemur-sur-Tarn. L'avenue se trouve au cœur d'un quartier industrieux, établi entre le canal et le faubourg Bonnefoy, peuplé d'ouvriers et de travailleurs des chemins de fer. Elle est bordée d'immeubles de rapport, caractéristiques des faubourgs toulousains. 
Au début du XXIe siècle, l'avenue de Lyon connaît de profondes transformations, liées à l'aménagement de la gare Matabiau et au développement d'un véritable projet urbain, Toulouse Euro-Sud-Ouest (TESO). En 2011, la station service Shell est démontée, afin de permettre la création d'une nouvelle voie d'accès à la gare (actuelle rue René-Tastayre) et d'un nouveau parking-minute, afin de réduire les embouteillages alors que les travaux se concentrent sur le réaménagement du parvis de la gare et du pont du 19-Mars-1962 qui lui fait face. En 2018, deux maisons proches des voies ferrées sont détruites (anciens no 28 et 30). En 2021, le projet TESO, devenu Grand Matabiau, est remis au premier plan. Progressivement, plusieurs immeubles de l'avenue de Lyon sont démolis (anciens no 1 et 3, 31 à 35 ; 12 à 16 bis).